# Yasin Houicha
 (mai 2025).
Motif : Aucune source de qualité.
- Archive Wikiwix
- Bing
- Cairn
- DuckDuckGo
- E. Universalis
- Gallica
- Google
- G. Books
- G. News
- G. Scholar
- Persée
- Qwant
- (zh) Baidu
- (ru) Yandex
- (wd) trouver des œuvres sur Wikidata

| 1. | Préciser le motif de la pose du bandeau. | Précisez le motif de la pose du bandeau en utilisant la syntaxe suivante : {{admissibilité à vérifier\|date=juillet 2025\|motif=remplacez ce texte par le motif}}                  |
| 2. | Informer les utilisateurs concernés.     | Pensez à avertir le créateur de l'article, par exemple, en insérant le code ci-dessous sur sa page de discussion : {{subst:avertissement admissibilité à vérifier\|Yasin Houicha}} |

Yasin Houicha est un acteur français né le 15 juin 1995, à Grigny en Essonne.

## Filmographie

### Cinéma
Longs métrages
- 2016 : Divines de Houda Benyamina : Samir[2]
- 2017 : Le Brio de Yvan Attal : Mounir
- 2018 : La Dernière Folie de Claire Darling de Julie Bertuccelli : Rachid
- 2018 : Sauver ou périr de Frédéric Tellier : Bouchara
- 2019 : Papicha de Mounia Meddour : Mehdi
- 2019 : Tout ce qu'il me reste de la révolution de Judith Davis : Steeve
- 2020 : Forte de Katia Lewkowicz : Rayane
- 2021 : Fragile de Emma Benestan : Azzedine "Az"[3]
- 2023 : À mon seul désir de Lucie Borleteau : garçon à l'enterrement de vie de jeune homme
- 2023 : L'Établi de Mathias Gokalp : Sadok
- 2024 : Heureux Gagnants de Maxime Govare et Romain Choay : Alex[4]

Courts métrages
- 2022 : La bataille du rail de Jean-Charles Paugam : Malik
- 2023 : Les Quatre tours de Philippe Machado : Nassim
- 2024 : What Mary Didn't Know de Konstantina Kotzamani : Abdel

### Télévision

#### Séries
- 2016 : Cannabis de Hamid Hlioua : Shams (saison 1)
- 2018 : Alex Hugo de Nicolas Tackian et Franck Thilliez : Fadel Kadir (saison 4, épisode 3)
- 2020 : Conf Call de Jean-Charles Paugam et Nathan Delannoy (saison 1)
- depuis 2020 : Stalk : Samir[5]
- 2020 : Alexandra Ehle de Elsa Marpeau : Samir Belaïdi (saison 2, épisode 1)
- 2023 : Jusqu'ici tout va bien de Nawell Madani : Ali (saison 1)

#### Téléfilms
- 2021 : Meurtres sur les îles du Frioul de Sylvie Ayme : Melio Verani

## Prix et distinctions
- 2022 : Swann d'or de la révélation masculine pour Fragile[6].